# 김병기 (정치학자)
김병기(金炳基, 1962년~)는 대한민국의 교육인이며 고려대학교 정교수이다. 제3대 대한민국 부통령을 지낸 인촌 김성수의 손자이자 정치인 윤치영의 외손자로 방송인 윤인구의 고종사촌 형이기도 하다. 본관은 울산이다.

## 이력

### 학력
- 미국 루이스클라크대학교 국제정치학, 사학 전공[1]
- 미국 하버드대학교 대학원 러시아 동유럽 중앙아시아 지역학 석사

### 경력
- 고려대학교 국제대학원 부교수
- 대한민국 외교안보연구원 객원연구원
- 2002년 9월 미국의 대 이라크 공격 여부에 관련, 미국의 대표적인 국방·안보분야 연구기관인 랜드(RAND)연구소 부소장 나탈리 크로포드를 고려대 인촌기념관 세미나실에서 면담하였다.[1]
- 2003년 고려대학교 글로벌리더십센터 소장
- 2003년 8월 고려대학교 총장 이기수를 수행하여 미국 뉴욕 시 유엔 인포파버티 월드 컨퍼런스에 다녀왔다.[2]
- 2005년 6월 2일 - 6월 4일 국방부장관 윤광웅을 수행하여 미국 싱가폴 아시아태평양 국방장관 회담에 참석하고 돌아왔다. 당시 김병기는 대한민국 대표단의 한사람이었으며, 비정부 대표위원이었다.
- 고려대학교 국제대학원 교수
- 2010년 고려대학교로부터 UN GAID 재단이사에 위촉[3]
- 고려대학교 국제대학원 국제안보정책포럼 운영위원
- 고려대학교 국제대학원 원장 서리[4]

## 가족
- 양 증조부 : 김기중(金祺中, 1859 ~ 1933, 가선대부 동복군수 역임)
- 양 증조모 : 전주 이씨(全州李氏)
- 양 증조모 : 공주김씨 김영희(金永熙 1875-1963), 조부 김성수의 서모
- 생 증조부 : 김경중, 통정대부 비서원승 역임
- 생 증조모 : 숙부인 장흥고씨, 고제방(高濟邦)의 딸
- 할아버지 : 김성수(金性洙, 1891년 10월 11일 ~ 1955년 2월 18일, 대한민국 제2대 부통령)
- 할머니 : 이아주(李娥珠, 1899년 음력 7월 19일 ~ 1968년 7월 19일)
  - 숙부 : 김상흠(金相欽, ?~?, 국회의원)
  - 숙부 : 김상기(金相琪, 1918년 4월 14일 ~ )
  - 고모 : 김상현(金相玹, 1926년 9월 ~ )
  - 숙부 : 김상종(金相淙, 1929년 1월 ~ , 우진토건 회장)
  - 고모 :
  - 고모부 : 이병린(李秉麟), 이활 (李活)의 장남
  - 숙부 : 김남(金楠), 윤보선 대통령의 비서
- 아버지 : 김상석(金相晳, 대한민국 제2대 부통령 인촌 김성수의 아들)
- 어머니 : 윤성선(尹成善, 1924년 8월 11일 ~ , 윤치영의 딸, 교육자·숙명여자대학교 교수)
- 처 :
- 외할아버지 윤치영(尹致暎, 1898년 2월 10일 - 1996년 2월 9일)
- 외할머니 : 이은혜(異恩惠, 1898년 4월 21일~1980년, 이화학당 여교사 역임)[5]
  - 외삼촌 : 윤인선(尹仁善, 1948년 1월 9일 ~ ) 국회사무처 서기관 역임
  - 외숙모 : 노호경(盧好京, 1948년 10월 23일 ~ )
    - 외사촌 : 윤인구(尹寅求, 1972년 9월 13일 ~ , 방송인)
    - 외사촌 : 윤한구(尹漢求, 1975년 3월 31일 ~ )
- 종조부 : 김연수(金秊洙, 1896년 ~ 1979년) - 삼양그룹 창업자
- 내종숙 : 김각중(金珏中, 1925년 2월 26일 ~ , 경방그룹 회장, 대고모 김점효의 아들)

## 같이 보기
| - 대한제당 - 고려대학교 - 국제대학원 - 강원준 - 김성수 - 김병관 - 윤치영 - 윤성선 - 윤인선 | - 하버드대학교 - 윤인구 - 안인해 - 이아주 |

## 기타
동명이자 역시 대학교수인 단국대학교 김병기 교수 역시 고려대학교 출신으로 동문이다.